# Chandrapur Bagicha
Chandrapur Bagicha è una suddivisione dell'India, classificata come census town, di 5.230 abitanti, situata nel distretto di Kamrup, nello stato federato dell'Assam. In base al numero di abitanti la città rientra nella classe V (da 5.000 a 9.999 persone).

## Società

### Evoluzione demografica
Al censimento del 2001 la popolazione di Chandrapur Bagicha assommava a 5.230 persone, delle quali 2.900 maschi e 2.330 femmine. I bambini di età inferiore o uguale ai sei anni assommavano a 569, dei quali 308 maschi e 261 femmine. Infine, coloro che erano in grado di saper almeno leggere e scrivere erano 3.805, dei quali 2.262 maschi e 1.543 femmine.